# Pheronema globosum
Pheronema globosum är en svampdjursart som beskrevs av Schulze 1886. Pheronema globosum ingår i släktet Pheronema och familjen Pheronematidae.

## Underarter
Arten delas in i följande underarter:
- P. g. globosum
- P. g. kagoshimensis